# Баркер, Пэт
Дама Пэт Баркер (англ. Pat Barker; род. 8 мая 1943 года) — английская писательница. Удостоена многих наград за свои произведения, написанные на тему воспоминаний, травм, выживания и восстановления. Лауреат Букеровской премии 1995 года за роман «Дорога призраков».